# Municipio de Union (condado de Crawford, Iowa)
El municipio de Union (en inglés: Union Township) es un municipio ubicado en el condado de Crawford en el estado estadounidense de Iowa. En el año 2010 tenía una población de 820 habitantes y una densidad poblacional de 8,8 personas por km².

## Geografía
El municipio de Union se encuentra ubicado en las coordenadas 41°54′33″N 95°30′4″O / 41.90917, -95.50111. Según la Oficina del Censo de los Estados Unidos, el municipio tiene una superficie total de 93.18 km², de la cual 92,86 km² corresponden a tierra firme y (0,34 %) 0,32 km² es agua.

## Demografía
Según el censo de 2010, había 820 personas residiendo en el municipio de Union. La densidad de población era de 8,8 hab./km². De los 820 habitantes, el municipio de Union estaba compuesto por el 94,02 % blancos, el 0,37 % eran amerindios, el 4,63 % eran de otras razas y el 0,98 % eran de una mezcla de razas. Del total de la población el 6,71 % eran hispanos o latinos de cualquier raza.